# Amiral
Pour les articles homonymes, voir Amiral (homonymie).

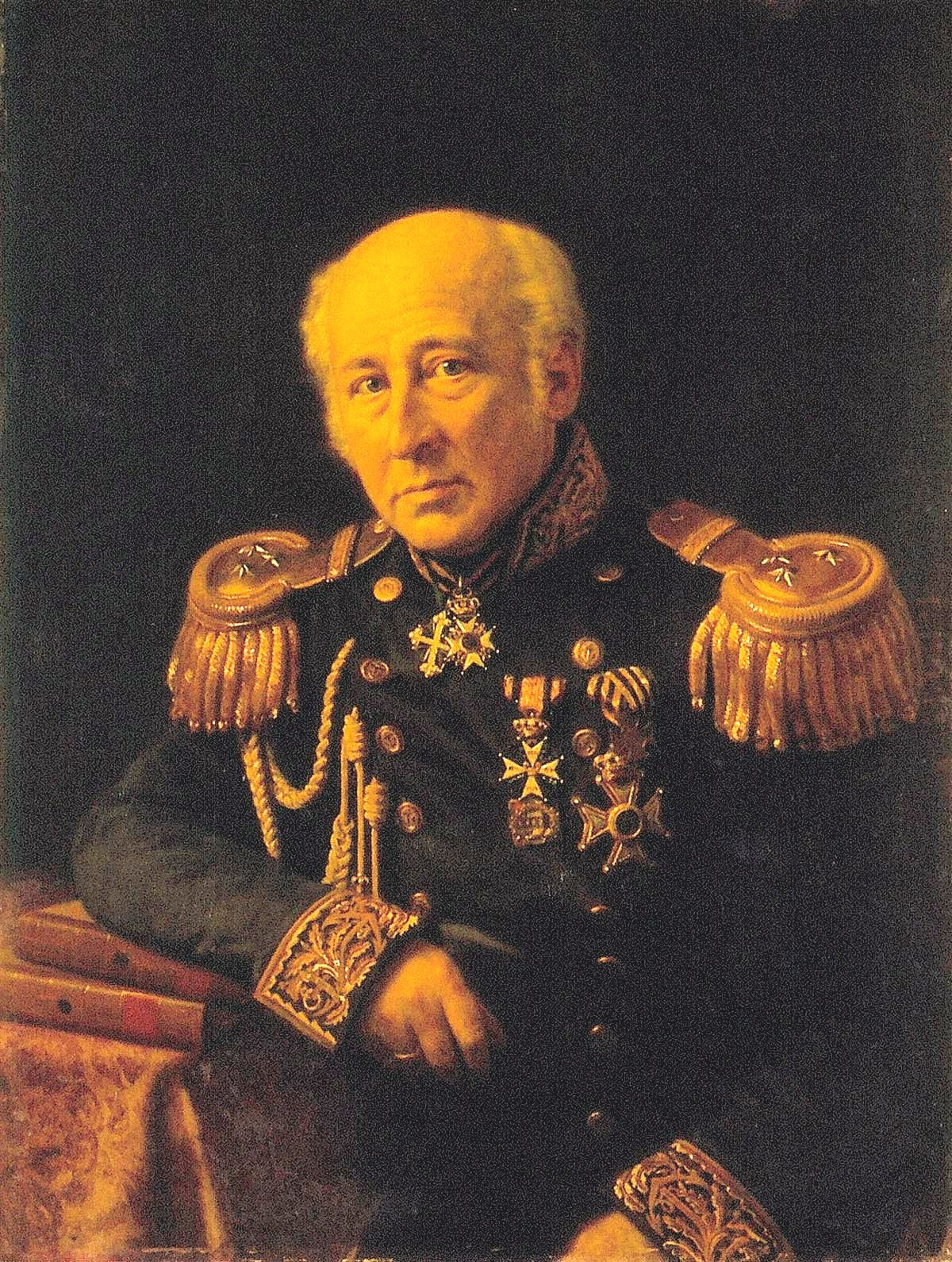
Jan Frederik Daniël Bouricius, amiral néerlandais (1799-1859).

Un amiral est un officier général de rang élevé dans la plupart des marines militaires. La fonction traditionnelle d'un officier général de marine est d'assurer le commandement d'une force navale ou maritime, ou d'un groupe aéronaval (ou encore d'une escadre ou d'une flotte, avant que ces termes ne tombent en désuétude). On nomme « navire amiral », le bâtiment où l'amiral a hissé sa marque de commandement et à partir duquel il exerce son autorité sur la force navale.
En France, aux Pays-Bas, dans les pays scandinaves, au Royaume-Uni et en Espagne, le terme d'amiral désigne historiquement d'abord des officiers de la couronne administrant les affaires navales, ayant rarement le commandement d'une flotte.

## Origine du terme
Le terme amiral vient de l'arabe « أمير الـ » (ʾamīr āl) « chef de , commandant de », terme composé du nom « أمير » (ʾamīr ou émir), « chef, commandant ». Cette fonction est d'abord réservée aux responsables des arsenaux avant qu'il supervise le rassemblement de la flotte. Il est possible que ce même terme « émir » provienne de l'égyptien ancien 
| m&r |

| m&r |

« celui qui est dans la bouche [de ses subordonnés] (superviseur, chef) ».
L'expression levantine arabe « أميرالبحر » (ʾamīr āl-baḥr), composée de « أمير » (ʾamīr), au sens de « prince », et de « البحر » (āl-baḥr) « (de) la mer », signifie littéralement « le commandant de la mer », à l'instar de l'expression française « amiral de la mer », mais elle serait probablement un jeu verbal, même si certaines sources en retracent l'étymologie. Entre 1080 et 1100, le mot ancien français amiralt désigne déjà un émir chez les Sarrasins.
Le royaume normand de Sicile, à la croisée des mondes arabo-musulman et chrétien, a employé vers 1210 l'expression amiral des galées  pour désigner le responsable militaire de sa flotte. Le mot seul apparaît pour la première fois en français en 1249.

## Utilisation par pays
Les grades ou distinction d’amiraux sont présentés ci-dessous pour un certain nombre de pays, en utilisant l'ordre hiérarchique ascendant dans chacun des cas.
- En Allemagne :
  - Flottillenadmiral ;
  - Konteradmiral ;
  - Vizeadmiral ;
  - Admiral ;
  - Großadmiral[N 1].

- En Australie :
  - Rear Admiral ;
  - Vice Admiral ;
  - Admiral ;
  - Admiral of the Fleet.

- En Belgique :
  - Amiral de Flottille, ou Flottieljeadmiraal ;
  - Amiral de Division, ou Divisieadmiraal ;
  - Vice-Amiral, ou Viceadmiraal ;
  - Amiral ou Admiraal.

- Au Canada :
  - Commodore ;
  - Contre-Amiral, ou Rear-Admiral ;
  - Vice-Amiral, ou Vice-Admiral ;
  - amiral ou Admiral.

- Au Chili :
  - Comodoro ;
  - Contraalmirante ;
  - Vicealmirante ;
  - Almirante.

- En Croatie :
  - Komodor ;
  - Kontraadmiral ;
  - Viceadmiral ;
  - Admiral ;
  - Admiral Flote.

- En Espagne :
  - Contraalmirante ;
  - Vicealmirante ;
  - Almirante ;
  - Almirante general ;
  - Capitán general de la Armada.

- Aux États-Unis :
  - Rear Admiral, lower half [N 2] ;
  - Rear Admiral, upper half ;
  - Vice Admiral ;
  - Admiral ;
  - Fleet Admiral ;
  - Admiral of the Navy.

- En France :
  - Contre-Amiral ;
  - Vice-Amiral ;
  - Vice-Amiral d'Escadre ;
  - Amiral ;
  - Amiral de France[N 3].

- En Italie :
  - Contrammiraglio ;
  - Ammiraglio di divisione ;
  - Ammiraglio di squadra ;
  - Ammiraglio di squadra con incarichi speciali ;
  - Ammiraglio.

- Au Japon :
  - Contre-amiral ;
    - 海軍少将 (Kaigun-shōshō?)[3],
    - 海将補 (Kaishō-ho?),　

  - Vice-amiral ;
    - 海軍中将 (Kaigun-chūjō?)[3],
    - 海将 (Kaishō?),

  - Amiral ;
    -  海軍大将 (Kaigun-taishō?)[3],
    -  幕僚長たる海将 (Bakuryōchō-taru-kaishō (Vice-amiral servant de chef d'état-major)?),

  - Grand-amiral ;
元帥海軍大将 (Gensui-kaigun-taishō?)[3].

- Aux Pays-Bas :
  - Kommandeur ;
  - Schout-bij-nacht ;
  - Viceadmiraal ;
  - Luitenant-Admiraal ;
  - Admiraal.

- Au Royaume-Uni :
  - Rear Admiral ;
  - Vice Admiral ;
  - Admiral ;
  - Admiral of the Fleet.

- En Russie :
  - Контр-адмирал, Kontr-Admiral ;
  - Вице-адмирал, Vitse-Admiral ;
  - Адмирал Admiral ;
  - Адмирал флота, Admiral Flota.

- En URSS :
  - Контр-адмирал, Kontr-Admiral ;
  - Вице-адмирал, Vitse-Admiral ;
  - Адмирал Admiral ;
  - Адмирал флота, Admiral Flota[N 4] ;
  - адмирал Флота Советского Союза, Admiral Flota Sovietskogo Soïouza.